# Christian Durán
Christian Rodrigo Durán Escobar (San Felipe, 6 de enero de 1989) es un futbolista chileno. Juega como defensa y su equipo actual es Deportes Valdivia de la Primera B de Chile.

## Trayectoria
Formado en Unión San Felipe y Belgrano de Córdoba de Argentina , debutó profesionalmente en 2009 en unión San Felipe , precisamente en el equipo de su ciudad natal, donde consigue con el Uni-Uni, el título de la Primera B 2009 y la Copa Chile del mismo año. En 2010 pasó a Deportes Iquique, donde jugó solo el primer semestre, ya que en el segundo semestre de ese mismo año, lo hizo por San Luis de Quillota. Un año después, Durán fichó en |Rangers de Talca y precisamente el equipo talquino es donde consigue su ascenso a primera división . En 2013 vuelve a jugar en el ascenso, pero esta vez en Lota Schwager, jugando solamente el primer semestre de ese año, ya que en el segundo semestre de ese mismo año, emigró al modesto San Antonio Unido, con el cual logró el subcampeonato de la Segunda División Profesional 2014-15. En el segundo semestre de 2015, Durán fichó en Deportes Valdivia, donde consiguió con el Torreón, el título de la Segunda División Profesional 2015-16.

## Clubes
| Club                 | País  | Año       |
| -------------------- | ----- | --------- |
| Unión San Felipe     | Chile | 2009      |
| San Luis de Quillota | Chile | 2010      |
| Rangers              | Chile | 2011-2012 |
| Lota Schwager        | Chile | 2013      |
| San Antonio Unido    | Chile | 2013-2015 |
| Deportes Valdivia    | Chile | 2015-2019 |

## Palmarés

### Campeonatos nacionales
| Título                       | Club              | País  | Año     |
| ---------------------------- | ----------------- | ----- | ------- |
| Primera B                    | Unión San Felipe  | Chile | 2009    |
| Copa Chile                   | Unión San Felipe  | Chile | 2009    |
| Segunda División Profesional | Deportes Valdivia | Chile | 2015-16 |